# 慟哭 (映画)
『慟哭』（どうこく）は、佐分利信監督による1952年に製作・公開された日本映画である。新東宝と東京プロダクションの共同製作。監督の佐分利は本作で監督5作目であるとともに、主演も兼ねている。第26回キネマ旬報ベスト・テンで第10位に選出された。主演の佐分利は、本作、『波』（中村登監督）、『お茶漬の味』（小津安二郎監督）での演技により、第7回毎日映画コンクール男優主演賞を受賞した。本作には、俳優座の俳優が多数特別出演している。

## スタッフ
- 監督：佐分利信
- 脚本：猪俣勝人
- 製作：星野和平
- 企画：佐野宏
- 撮影：藤井静
- 音楽：早坂文雄
- 美術：松山崇

## 出演者
- 杉守修三：佐分利信
- 神近須英子：木暮実千代
- 夏川文子：阿部寿美子（新人）
- 荘司康夫：三橋達也
- 柴田ありや：南寿美子
- 杉守里枝：丹阿弥谷津子
- 五味晃：千田是也
- 長谷川亀雄：松本克平
- 西條：徳大寺伸
- 文子の父・文蔵：笠智衆
- 文子の母・くら：吉川満子
- 須英子の母：北林谷栄
- 猫八の内儀：三宅邦子
- 飯田蝶子
- 坂内永三郎
- 特別出演：青山杉作、東山千栄子、永田靖、村瀬幸子、東野英治郎、小沢栄太郎